# 6797 Естерсунд
6797 Естерсунд (6797 Östersund) — астероїд головного поясу, відкритий 21 березня 1993 року.
Тіссеранів параметр щодо Юпітера — 3,278.